# The Miracle Man (película de 1919)
El Hombre Milagro (en el original en inglés, The Miracle Man) es una película muda estadounidense de 1919, un drama que protagoniza Lon Chaney y basada en una obra de teatro de 1914 de George M. Cohan, a su vez basada en la novela del mismo título de Frank L. Packard. La película fue lanzada por Paramount Pictures, dirigida, producida, y escrita por George Loane Tucker, y también protagonizada por Thomas Meighan y Betty Compson. El gran éxito de la película convirtió al instante a los tres protagonistas en estrellas, especialmente poniendo a Chaney en el mapa como actor de carácter.
Paramount estrenó el remake sonoro de la película en 1932 también titulado El Hombre Milagro con Hobart Bosworth, Chester Morris, John Wray, y Sylvia Sidney. Hoy, la mayor parte de la versión de 1919 está perdida, con únicamente dos fragmentos, totalizando aproximadamente tres minutos, sobrevivientes.

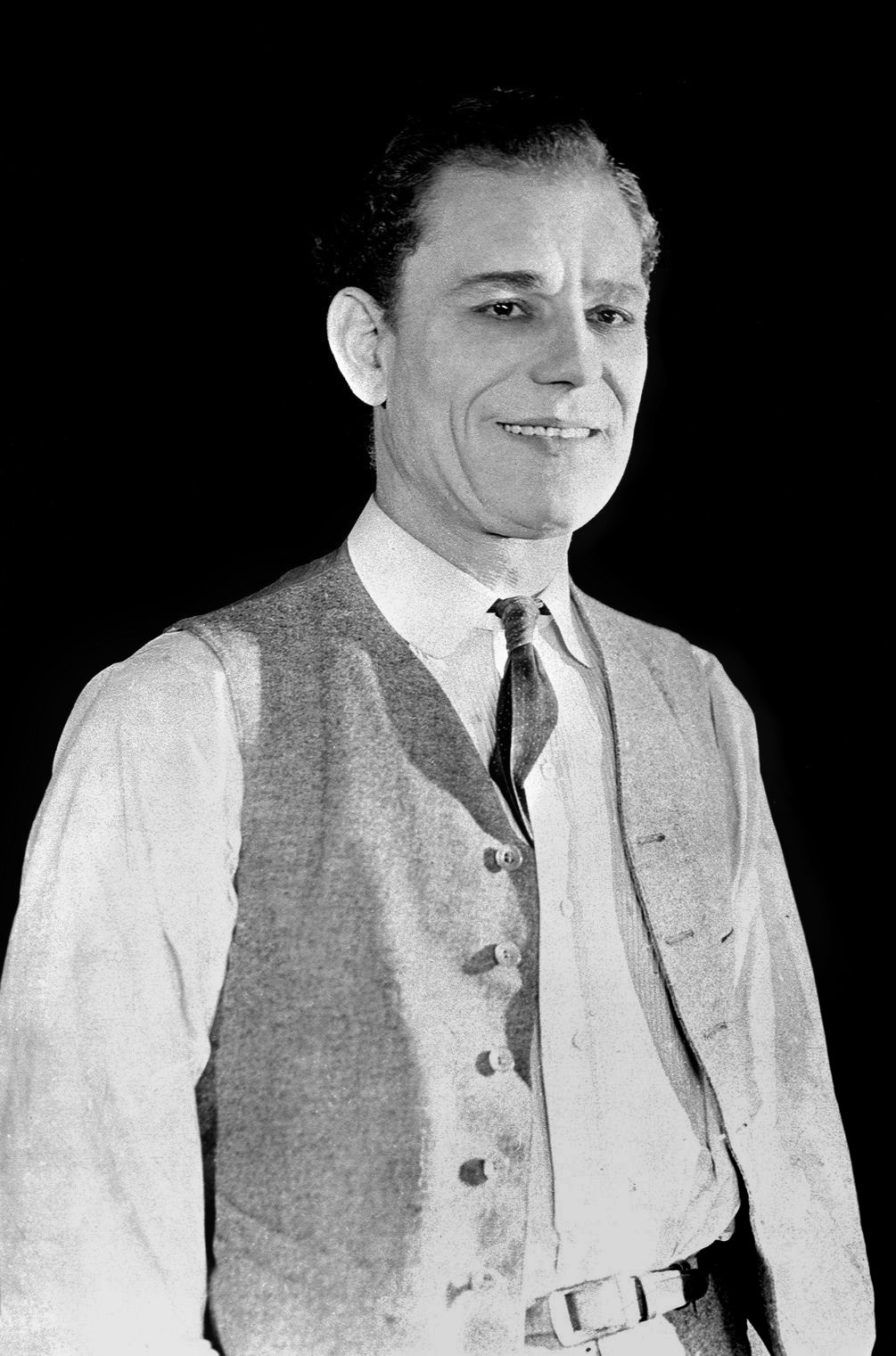
Lon Chaney durante la producción de El Hombre Milagro.

## Trama
En Nueva York, en el barrio de Chinatown, cuatro sinvergüenzas timadores conspiran para estafar en un pequeño pueblo de Nueva Inglaterra. La pandilla consta de Tom Burke (Thomas Meighan), el jefe del grupo; Rose (Betty Compson) que se hace pasar por una artista callejera; "El Droga" (J.M. Dumont), que pretende engañar a Rose; y La Rana (Lon Chaney), un contorsionista.

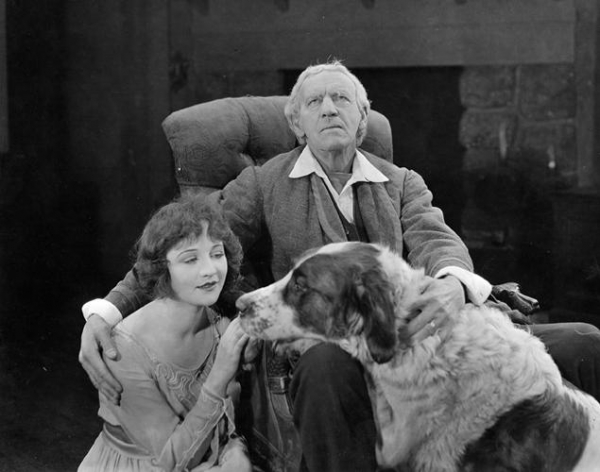
Betty Compson y Joseph J. Dowling en una escena junto a un San Bernardo.

El plan es claro: en un pueblo a las afueras de Boston hay un Patriarca (Joseph Dowling) que está curando personas. El grupo se dirige allí con la intención de utilizar al Patriarca en un esquema de curación por la fe. Cuando los aldeanos se reúnen para ver al Patriarca curar a un enfermo, la Rana está allí, fingiendo ser un lisiado. Mientras se arrastra hacia el anciano, sus extremidades se enderezan y pronto camina hacia el Patriarca, presuntamente curado. Inesperadamente, un niño discapacitado de verdad, lleno de fe al ver el "milagro", deja caer sus muletas y también corre hacia el Patriarca (para sorpresa de los estafadores).
La noticia del suceso se extiende por el país (mayoritariamente gracias a Burke), y gran número de personas de todas partes vienen a visitar al Patriarca y ser curadas. Cuando un millonario, Richard King (W. Lawson Butt), trae a su hermana para ser curada, da a Burke 50.000 dólares después de que el Patriarca la cure. Durante esta visita, King conoce a Rose, y se enamoran.
Entretanto, no todo está bien con Burke. Uno por uno, ve que su pandilla se disuelve, por que sin que él lo sepa, el poder de curación del Patriarca está haciendo su trabajo. El Droga deja su adicción, La Rana deja su vida delictiva y cuida de una viuda que se ha quedado sola, y Rose lamenta la marcha de King.
Burke se pone celoso, pero cuando King regresa para proponer matrimonio a Rose, ella se da cuenta de que le ama. El Patriarca fallece, y los dos amantes empiezan de nuevo.

## Reparto
- Lon Chaney – La Rana
- Betty Compson – Rose
- Joseph J. Dowling – El Patriarca
- J. M. Dumont – El Droga
- Elinor Fair – Claire King
- Thomas Meighan – Tom Burke
- F. A. Turner – Mr. Higgins
- Lucille Hutton – Ruth Higgins
- Lawson Butt – Richard King
- Kisaburo Kurihara – The Jap

sin acreditar
- Tula Belle
- T. D. Crittenden
- Ruby Lafayette
- Frankie Lee

## Producción
Inicialmente pensada como vehículo para Meighan después de ver la obra de Cohan, este vendió los derechos de la historia a Paramount por 25.000 dólares. Packard vendió los derechos de su novela por 17.500 dólares. George Loane Tucker había sido previamente alabado como uno de los primeros grandes directores de cine tras su éxito de 1913, Traffic in Souls.
Lon Chaney fue escogido por el propio director, y esta era su octava película como artista independiente después de dejar Universal Pictures en 1918.  Su trabajo en la película de William S. Hart, Riddle Gawne le había otorgado notoriedad, pero sería El Hombre Milagro la que lo convertiría en estrella destacada por sus habilidades de maquillaje (por las que sería famoso) y actuación. Chaney audicionó para el papel de La Rana en la oficina de Tucker, retorciendo grotescamente su cuerpo. Según los informes, Tucker quedó "impactado" por la intensidad de la actuación de Chaney.
Esta versión cinematográfica se basa más en la novela que en la obra teatral.

## Recepción
El Hombre Milagro fue muy bien recibida por crítica y público. Inicialmente producida por 126.000 dólares, la película recaudó aproximadamente 3,000,000 de dólares en los cines y fue la segunda película más taquillera de 1919. Durante el estreno de la película en la Orchestra Hall de Chicago, (donde rompió todos los récords), varias avionetas lanzaron entradas gratis y monedas de latón con "El Hombre Milagro está aquí" imprimido en un lado y "Ten fe, quédate esto" en el otro.
Debido al éxito de la película, lanzó de inmediato al estrellato a sus protagonistas, Compson, Meighan y Chaney. Meighan asumió papeles principales importantes mientras Chaney se convertía en uno de los actores de carácter mejor pagados de Hollywood hasta su muerte en 1930. El solo nombre de Compson se elevó por encima de los títulos de la mayoría de films que protagonizó en la época muda. George Loane Tucker recibió el éxito crítico de la película y planeaba más, pero solo completó una película más antes de su muerte en 1921.
En 1920, la revista Photoplay celebró un "concurso de cartas" encuestando a sus lectores al respecto de sus doce películas favoritas. El Hombre Milagro ocupó el número 1, superando a Lirios rotos, El nacimiento de una nación, y El chico.

## Preservación
La mayor parte de la película está perdida.
Solo dos fragmentos de la película sobreviven: el primero es un segmento de una de las series Paramount's Movie Milestone, Memorias de película (1935), exhibiendo los mayores logros de los estudios hasta entonces. Este segmento presenta un momento de la reunión en Chinatown así como la escena de curación, la cual fue alabada por los críticos como una de las escenas más potentes nunca antes vistas en una película.
El segundo fragmento que sobrevive es parte de un cortometraje promocional titulado The House That Shadows Built (1931) realizado para conmemorar el vigésimo aniversario del estudio fundado en 1912. Estas imágenes fueron utilizadas cuando todavía existía una copia completa del film.

## Vídeo doméstico
El documental Movie Milestones con los fragmentos supervivientes fue lanzado por Blackhawk Films en formato 8mm en los años 1970. Estos fragmentos también fueron presentados en el documental de 1995 Lon Chaney: Behind the Mask, producido por Kino International e incluidos en 2012 entre los extras del lanzamiento en DVD de The Penalty (1920).